# Buddy Deppenschmidt

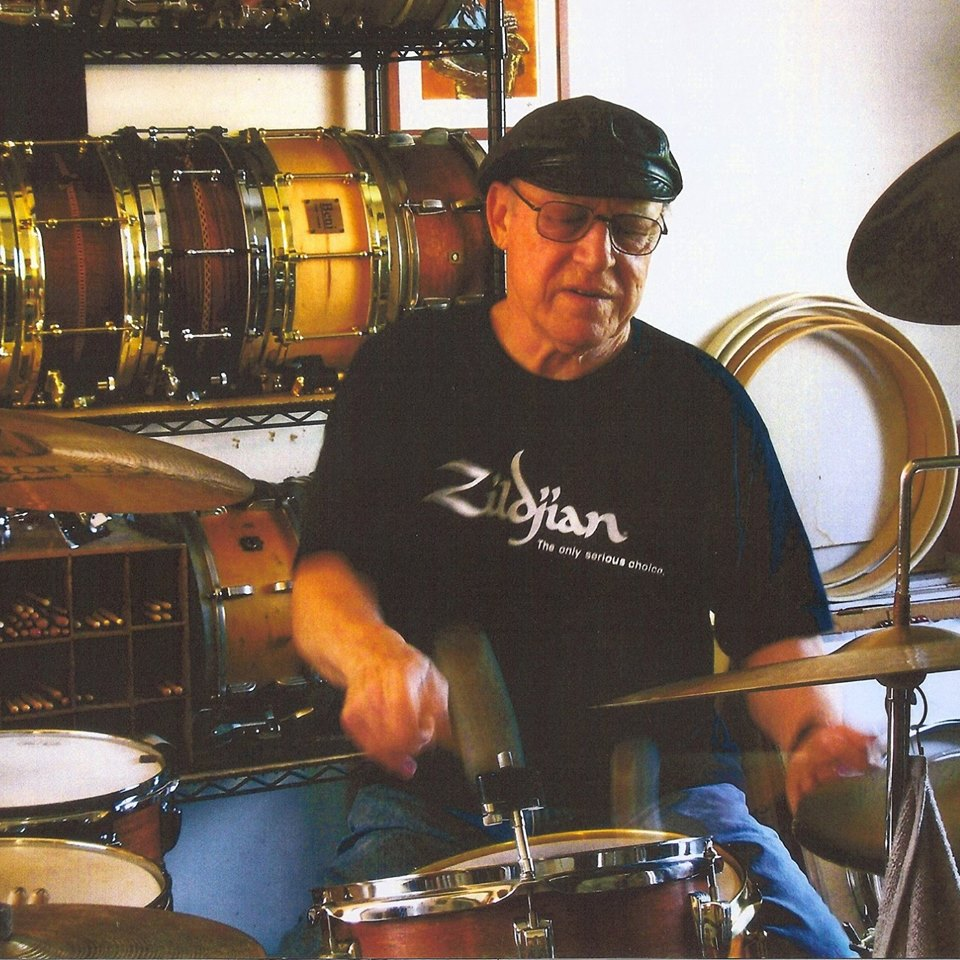
Buddy Deppenschmidt

Buddy Deppenschmidt (* 16. Februar 1936 in Philadelphia; † 20. März 2021 in Doylestown) war ein US-amerikanischer Jazzschlagzeuger und Perkussionist, der den Jazz-Samba-Stil mitentwickelte. 

## Leben und Wirken
Deppenschmidt studierte Schlagzeug unter anderem bei Joe Morello. Ab 1960 war er Mitglied des Trios von Charlie Byrd, mit dem er 1961 auf Brasilien-Tournee war; dabei lernte er die Bossa Nova und ihre Rhythmen kennen und beschäftigte sich in der Folge auch mit brasilianischen Perkussionsinstrumenten wie dem Berimbao. Bekannt wurde er durch seine Arbeit mit Stan Getz und Charlie Byrd. Die gemeinsame Aufnahme zum Album Jazz Samba aus dem Jahr 1962 markierte den Beginn einer Welle der Begeisterung in Nordamerika für lateinamerikanische Musik.
Deppenschmidt war ab den 1970er-Jahren Lehrer an der Newton School of Music in Bucks County. Er leitete eine Band mit dem Namen Jazz Renaissance, mit der er auch international auf Tournee war. Er wirkte bei drei Film-Soundtracks und mehr als 40 Alben mit.